# Joaquín Sainz de los Terreros Gómez

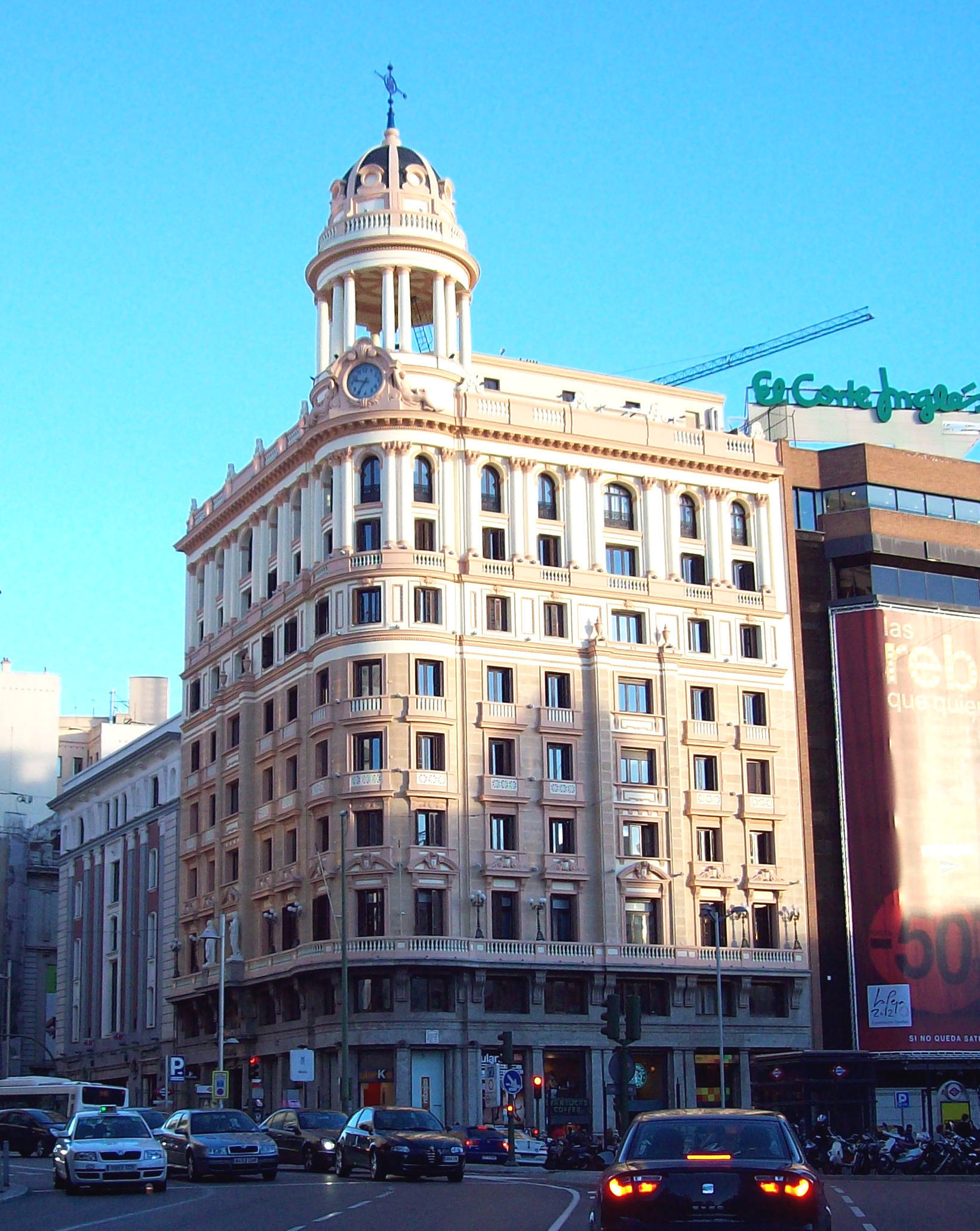
Edificio La Adriática (Madrid) (1926/1928, Plaza del Callao esquina Gran Vía de Madrid).

Joaquín Sainz de los Terreros Gómez de las Bárcenas (Madrid, 1890 - Madrid, 3 de diciembre de 1948) fue un arquitecto español.
Fue profesor en la escuela de Arquitectura.
Apasionado de deporte de la nieve fue directivo del Club Alpino.

## Obras
Junto a su hermano mayor Luis fue el autor del edificio del Círculo de la Unión Mercantil e Industrial de Madrid, proyectado en el año 1918 y  del edificio la Adriática, proyectado en 1926, ambos en la Gran Vía  de Madrid.
En 1926 hizo una adaptación del Palacio del marqués de los Vélez y conde de la Niebla, edificado en 1892 por Enrique Sánchez Rodríguez, para el Colegio del Sagrado Corazón que amplió en 1935.
En 1945 restaura el Palacio de Miraflores en Carrera de San Jerónimo 19 Madrid, para la Compañía de Seguros Hispano Americana "Atlántida" de lo que da cuenta de la inauguracione el periódico ABC del 31 de enero de 1946.

## Familia
Joaquín era hijo de Manuel María Sainz de los Terreros y Gutiérrez de la Torre (1838-1901) y de Rosa María Gómez y Velasco (1852-1922). Era hermano de Luis Sainz de los Terreros Gómez también el architecto.